# Legge-Elle
Die Legge-Elle war ein deutsches Längenmaß und im Raum Hannover (Königreich und später Provinz) verbreitet. Am verbreitetsten waren die Osnabrücker und Kalenberger Legge-Elle. Die erstere Elle galt in den Leggen der Landdrostei Osnabrück und auch in Hameln und Lemförde. 
Die Länge der Osnabrücker Legge-Elle sollte 2 Ellen oder Osnabrücker Stock plus 2 Zoll und 7 Linien nach dem heimischen Maß groß sein. In den Leggen beispielsweise von Quakenbrück, Berge und Ankum wurde die Hannoversche Elle verwendet. Neben diesen Ellen bestanden weitere, die aber nicht zur Klassifizierung von Leinwand verwendet werden durften. So gab es noch die Handelselle, die Leinwandelle, Brabanter Elle und die Elle für Seidenwaren. 
In den Leggen oder Schauämtern wurde die Güte von 0 bis 4 festgelegt und durch vereidigte Beamte gestempelt. Mit 0 blieb die ungestempelt gebliebene Ware als Schmalband die schlechteste Qualität. Überlängen und -breiten wurden nach dem Vermessen mit den Legge-Ellen als Stuven abgeschnitten und durften bei Strafe nicht weiter verwendet werden.
- 1 Osnabrücker Lege-Elle = 541,22 Pariser Linien = 1,2209 Meter
- 1 Kalenberger Legge-Elle = 259,2 Pariser Linien = 0,5847 Meter

Im Vergleich mit der Hannoveraner Elle
- 1 Osnabrücker Handels-Elle = 258,885 Pariser Linien = 0,584 Meter (alte Hannov. Elle) = 0,999676 neue Hannov. Ellen
- 1 Osnabrücker Legge-Elle = 2,0899 neue Hannov. Ellen
- 1 Kalenberger Handels-Elle = 282,4 Pariser Linien = 0,5847 Meter = 1,0905 neue Hannov. Ellen
- 1 Kalenberger Legge-Elle = 1,0009 neue Hannov. Ellen
- 1 Meter = 0,81907 Legge-Ellen[4]